# Torneio Centenário de Campina Grande de 1964
O Torneio Centenário de Campina Grande de 1964 foi organizado pelo empresário e jornalista Hélio Pinto, inicialmente com a presença de sete equipes nordestinas: Treze e Campinense de Campina Grande/PB; Botafogo de João Pessoa/PB; Náutico de Recife/PE; CRB de Maceió/AL; Fortaleza de Fortaleza/CE; e Bahia de Salvador/BA. Porém, a equipe do EC Bahia desistiu de participar da competição, após esse fato os jornais da época já noticiavam que o Confiança de Aracaju/SE seria o substituto. Também foi convidado a participar do torneio para compor a competição o Olaria do Rio de Janeiro. Todas as partidas do torneio iriam ocorrer na cidade de Campina Grande, haja vista ser o nome do torneio.

## Clubes participantes
- Treze
- Campinense
- Botafogo
- CRB
- Náutico
- Fortaleza
- Confiança
- Olaria

## Regulamento
O torneio consistia em mata-matas, todas as fases eram compostas por partidas únicas, os vitoriosos avançavam de fase, e nos casos de empate o jogo iria para os pênaltis. A competição teria decisão de terceiro colocado além da grande final. Em toda a competição houve duas decisões por pênaltis, sendo uma delas na decisão do título. Foi decidido que alguns clubes entrariam em fases distintas no torneio, como consequência a divisão do campeonato em fases.

## Primeira Fase
| Time 1    | Placar | Time 2   | Data       |
| --------- | ------ | -------- | ---------- |
| Treze     | 3-0    | Botafogo | 08/03/1964 |
| Fortaleza | 5-1    | CRB      | 08/03/1964 |

* Nota: Com a vitoria, o Treze garantiu classificação direta para a Semifinal.

## Segunda Fase
| Time 1     | Placar | Time 2    | Data       |
| ---------- | ------ | --------- | ---------- |
| Campinense | 0-1    | Fortaleza | 10/03/1964 |
| Náutico    | 4-0    | Confiança | 10/03/1964 |

## Semifinal
| Time 1 | Placar | Time 2    | Data       |
| ------ | ------ | --------- | ---------- |
| Treze  | 0-1    | Fortaleza | 13/03/1964 |
| Olaria | 2-2*   | Náutico   | 13/03/1964 |

* Nota: Na disputa de pênaltis o Náutico venceu por 3 - 1, passando para a próxima fase.

## Decisão do 3º Lugar
| Time 1 | Placar | Time 2 | Data       |
| ------ | ------ | ------ | ---------- |
| Treze  | 0-2    | Olaria | 15/03/1964 |

## Final
| Time 1  | Placar | Time 2    | Data       |
| ------- | ------ | --------- | ---------- |
| Náutico | 2-2*   | Fortaleza | 15/03/1964 |

* Nota: Na disputa por pênaltis o Náutico venceu por 7 - 6, se sagrando campeão do torneio.
| Torneio Centenário de Campina Grande de 1964 |
| -------------------------------------------- |
| Clube Náutico Capibaribe Campeão             |